# Tchaada
Tchaada est un arrondissement du Département du Plateau au Bénin.

## Géographie
Tchaada est une division administrative sous la juridiction de la commune de Ifangni,.

## Démographie
Selon le recensement de la population effectué par l'Institut National de la Statistique Bénin en 2013, Tchaada compte 11 078 habitants pour une population masculine de 5 338 contre 5 740 femmes pour un ménage de 2 261.